# Beniamino Andreatta

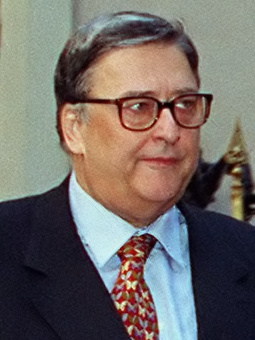
Beniamino Andreatta 1997

Beniamino Andreatta (Trente, 11 augustus 1928 - Bologna, 26 maart 2007) was een Italiaans econoom en politicus.
Andreatta studeerde rechten aan de universiteit van Padua en economie aan de universiteit van Milaan en Cambridge. Hij werkte als docent aan de Università Cattolica en aan de universiteiten van Urbino, Trente en Bologna. Ook was hij oprichter en rector van de universiteit van Calabrië.
Zijn zoon Filippo Andreatta is docent aan de universiteit van Bologna en schrijft voor meerdere Italiaanse kranten (onder andere Corriere della Sera).

## Politieke carrière
Hij zat in het parlement van 1976 tot 1992 en van 1994 tot 2001.
- 1976-1983: senator
- 1983-1987: afgevaardigde
- 1987-1992: senator
- 1994-2001: afgevaardigde

Hij was een linkse christendemocraat en een van de oprichters van de in 1994 opgerichte Italiaanse volkspartij Partito Popolare Italiano.
Andreatta was lid van het Europees Parlement van 1984 tot 1989 en vicepresident van de Europese Volkspartij van 1984 tot 1987.
Hij was minister van budget van 1979 tot 1980, minister van de schatkist van 1980 tot 1982, buitenlandse zaken van 1993 tot 1994 en defensie van 1996 tot 1998.
Zijn economische voorstellen beïnvloedden de minister-president Romano Prodi toen hij minister van Defensie was van 1996 tot 1998.
Op 15 december 1999 kreeg Andreatta tijdens een parlementszitting een zware herseninfarct en verbleef meer dan zeven jaar in coma. Op 26 maart 2007 stierf hij in polikliniek Sant'Orsola in Bologna.